# Bdelyrus paraensis
Bdelyrus paraensis är en skalbaggsart som beskrevs av Cook 1998. Bdelyrus paraensis ingår i släktet Bdelyrus och familjen bladhorningar. Inga underarter finns listade.